# Март, Леон
Леон Март (фр. Léon Mart; 18 сентября 1914 — 14 июля 1984) — люксембургский футболист, центральный нападающий. Второй бомбардир национальной сборной Люксембурга за всю историю её существования.

## Биография
Всю карьеру провёл в команде «Фола».
Леон Март сыграл за сборную Люксембурга 24 матча и забил 16 голов, часть этих матчей носила неофициальных характер. Свой первый матч за сборную нападающий провёл 4 июня 1933 года. В том матче люксембуржцам противостояла вторая сборная Франции. Вместе со сборной Март участвовал в футбольном турнире летних Олимпийских игр 1936 года. Свой единственный матч на турнире сборная Люксембурга провела против команды Германии и потерпела разгромное поражение со счётом 0:9.
С 1945 по 2023 год на протяжении почти 80 лет был лучшим бомбардиром в истории сборной Люксембурга, пока его не обошёл Жерсон Родригеш.